# Spilostethus saxatilis
Espèce
La Punaise à damier (Spilostethus saxatilis) est une espèce d'insectes hétéroptères (punaises) de la famille des Lygaeidae, de la sous-famille des Lygaeinae. 

## Description
Cette punaise noire et rouge mesure environ 1 cm de longueur. Le bord externe de la corie est noir.

## Synonyme
- Lygaeus saxatilis (Scopoli)